# الشافية (ولاية الطارف)
الشافية بلدية تابعة إقليميا لدائرة بوثلجة ولاية الطارف الجزائرية.